# 皮茨福德 (紐約州)
皮茨福德（英語：Pittsford）是一個位於美國紐約州門羅縣的鎮。

## 人口
根據2020年美國人口普查的數據，皮茨福德的面積為60.60平方千米，當中陸地面積為60.00平方千米，而水域面積為0.60平方千米。當地共有人口30617人，而人口密度為每平方千米505人。